# Simone Arnold Liebster
Simone Arnold Liebster (ur. 17 sierpnia 1930 w Husseren-Wesseling) – pisarka, Świadek Jehowy i założycielka Fundacji Arnold Liebster.

## Życiorys
Simone Liebster (z domu Arnold) urodziła się w roku 1930 w Alzacji we Francji. Jej rodzice – Adolphe i Emma – byli artystami. W 1938 roku rodzice zostali Świadkami Jehowy. W sierpniu 1941 roku Simone została Świadkiem Jehowy. Miesiąc później jej ojciec został aresztowany przez SS za przynależność do organizacji Świadków Jehowy i odmowę służby wojskowej i umieszczony w obozie koncentracyjnym KL Dachau. Po zajęciu Alzacji przez wojska niemieckie w czerwcu 1940 roku, Simone odmawiała salutowania hitlerowskim pozdrowieniem „Heil Hitler” na przywitanie nauczyciela w szkole, za co została wydalona ze szkoły. Gdy miała 12 lat, wiosną 1943 roku Simone została zabrana z domu i przekazana pod opiekę rodziny zastępczej, a kilka miesięcy później na prawie dwa lata umieszczono ją w zakładzie poprawczym w Konstancji. Nazistom nie udało się jej „zresocjalizować”. Ponieważ zachowała neutralność, zmuszano ją do ciężkiej pracy i zakazano rozmawiania z innymi.
W wieku 17 lat rozpoczęła służbę pionierską, nieco później została absolwentką Biblijnej Szkoły Strażnicy – Gilead. Podczas pobytu w Biurze Głównym Świadków Jehowy w Nowym Jorku poznała współwyznawcę Maxa Liebstera. Para pobrała się w roku 1956 w Paryżu. Później pełnili razem specjalną służbę pionierską we Francji.
15 grudnia 2023 roku za wysiłki mające na celu zachowanie pamięci o okrucieństwach nazistowskiej dyktatury oraz o ludziach, którzy sprzeciwiali się propagowanej przez nią ideologii nienawiści i przemocy, została nagrodzona Orderem Zasługi Republiki Federalnej Niemiec.

## Fundacja Arnold Liebster
W styczniu 2002 roku Simone i jej mąż Max Liebster założyli Fundację Arnold Liebster. Jest to organizacja apolityczna, typu non-profit, która stawia sobie za cel zachowanie wspomnień i pamięci o osobach, prześladowanych ze względów religijnych w czasach hitleryzmu. Fundacja wspiera programy edukacyjne i badania historyczne w celu wspierania pokoju, tolerancji, praw człowieka i wolności religijnej.
Opierając się na własnych przeżyciach i doświadczeniach, założyciele Fundacji promują seminaria edukacyjne w placówkach oświatowych, publikują materiały do użytku szkolnego, prowadzą debaty publiczne, organizują wystawy, pokazy filmów i inne podobne działania informacyjne. Fundacja ma na celu pomóc ludziom w odrzuceniu rasistowskich, ksenofobicznych zachowań, nacjonalizmu i przemocy. Warsztaty tej fundacji prowadzone są w szkołach w ponad 60 miastach w Europie i Stanach Zjednoczonych i mają zachęcić uczniów do stanowczego przestrzegania wysokich wartości sumienia każdego człowieka. Do roku 2024 wygłosiła przemówienia w 25 krajach. Wysłuchało ich blisko 65 000 osób, w tym wielu studentów, nauczycieli i wykładowców.

## Publikacje
Simone Arnold Liebster opublikowała swoje wspomnienia z czasów hitlerowskich – losy swojej rodziny i własne – przeżycia dziewczynki w szkole w przyłączonej do III Rzeszy Alzacji i swój późniejszy pobyt w ośrodku dla dziewcząt w Konstancji. Jej książka wspomnieniowa „W paszczy lwa: Mała dziewczynka stawia czoło reżimowi hitlerowskiemu” została wydana w języku angielskim w 2003 roku, a później przetłumaczona na język francuski, niemiecki, duński, włoski, koreański, polski, japoński, hiszpański i portugalski. Cały dochód z wydawnictwa został przekazany Fundacji Arnold Liebster. Publikacja była przedstawiana w muzeach i instytucjach państwowych na całym świecie.

## Pomnik
23 czerwca 2013 roku Simone Liebster uczestniczyła jako wdowa po Maxie Liebsterze (1915–2008) w odsłonięciu pomnika w miejscowości Lautertal-Reichenbach, upamiętniającego jej męża, który był więziony przez ponad pięć lat w hitlerowskich obozach koncentracyjnych: Sachsenhausen, Neuengamme, Auschwitz, Monowitz i w Buchenwaldzie. W obozach koncentracyjnych śmierć poniosło ośmioro członków jego rodziny, wśród nich również jego ojciec, którego ciało Max Liebster osobiście zaniósł do krematorium w Sachsenhausen.
W obozach koncentracyjnych młody Max Liebster poznał uwięzionych Świadków Jehowy, a po odzyskaniu wolności w 1945 roku został jednym z nich. W zaproszeniu na uroczystość napisano o Maxie Liebsterze: „był całkowicie przekonany o tym, że chrześcijańskie wartości mogą wydobyć z ludzi to, co najlepsze”. Pomnik został odsłonięty przez burmistrza i przedstawicieli władz lokalnych, a w uroczystości uczestniczyli członkowie miejscowej społeczności.